# 마리안느 슈퇴거

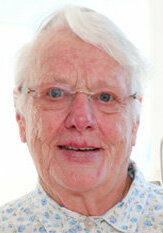
마리안느 슈퇴거

마리안느 슈퇴거(독일어: Marianne Stöger 마리아네 슈퇴거[*], 1934년 4월 24일 ~ )는 오스트리아의 로마 가톨릭교회 수녀이다. 티롤주 마트라이암브레너 출신이다. 대한민국 소록도에서 마가렛 피사렉과 함께 오랜 시간동안 봉사활동을 했고 이 공헌을 인정받아 대한민국 명예국민으로 선정되었다.

## 같이 보기
- 마리안느와 마가렛